# Don Knotts
Jesse Donald "Don" Knotts, född 21 juli 1924 i Morgantown, West Virginia, död 24 februari 2006 i Los Angeles, var en amerikansk skådespelare och komiker. Knotts är bland annat känd för sin medverkan i The Andy Griffith Show och Three's Company.

## Filmografi i urval
- 1957–1960 – The Steve Allen Show
- 1958 – Se opp för sergeanter
- 1960–1968 – The Andy Griffith Show
- 1961 – Mästermaskaren
- 1961–1965 – The Red Skelton Show
- 1963 – Smekmånad på tre
- 1963 – En ding, ding, ding, ding värld
- 1975 – Äppelknyckargänget
- 1976 – Bland bovar och banditer
- 1976 – Gus – matchens hjälte
- 1977 – Herbie i Monte Carlo
- 1978 – Det vilda loppet
- 1979 – Gänget drar vidare
- 1979 – Kärlek ombord
- 1979–1984 – Three's Company
- 1980 – The Private Eyes
- 1988–1992 – Matlock
- 1992 – Lagens fiskar
- 1993 – Lugn i stormen
- 1994 – Mord, mina herrar
- 1998 – Välkommen till Pleasantville
- 2005 – Lilla kycklingen (röst)
- 2005 – That '70s Show